# Licia Fertz
Licia Fertz   (Trieste, 28 de febrer de 1930) és una infermera jubilada, model i creadora de continguts digitals italiana.
Va néixer a Trieste i va passar els primers anys de la seva vida a Ístria, quan aquella regió pertanyia al Regne d'Itàlia. Després de la Segona Guerra Mundial, el territori va ser annexionat a Iugoslàvia. El 1955, Fertz i el seu marit van haver d'unir-se a l'èxode italià, expulsats d'Ístria per l'exèrcit de Tito, i es van establir a Viterbo, on Fertz encara resideix. Va esdevenir infermera, ofici que va exercir fins a la seva jubilació el 1984. El matrimoni va tenir una única filla, Marina, que va finar amb 28 anys, i un net, Emanuele.
Va fer-se popular a les xarxes socials quan, l'any 2017, Emanuele va obrir-li un compte d'usuària a Instagram, poc després de quedar vídua. S'ha convertit en una activista en favor de la positivitat corporal i contra l'edatisme. Amb 89 anys, va ser portada de la revista Rolling Stone. Degut al seu èxit, el setembre de 2020 va publicar la seva autobiografia.
El 2023, Fertz va ser inclosa en la llista 100 Women que la BBC publica anualment.